# Бялистошка архиепархия
Бялистошката архиепархия (на полски: Archidiecezja białostocka; на латински: Archidioecesis Bialostocensis) е една от 14-те архиепархии на католическата църква в Полша, западен обред. Част е от Бялистошката митрополия.
След края на Втората световна война, само част от територията на Вилненската архиепархия остава в Полша. От 1962 година в тези земи функционира апостолска администратура. На 5 юни 1991 година е установена Бялистошка епархия. Издигната е в ранг на архиепископия и център на новосъздадената Бялистошка митрополия на 25 март 1992 година с булата „Totus Tuus Poloniae Populus“ на папа Йоан-Павел II. Заема площ от 6 263 км2 и има 351 437 верни. Седалище на архиепископа е град Бялисток.

## Деканати
В състава на архиепархията влизат деканата.
| - Деканат „Бялисток-Бачечки“ - Деканат „Бялисток-Бялосточек“ - Деканат „Бялисток-Дойлиди“ - Деканат „Бялисток-Нове Място“ - Деканат „Бялисток-Старашелце“ | - Деканат „Бялисток-Шрудмешче“ - Деканат „Вашилков“ - Деканат „Домброва Бялистоцка“ - Деканат „Книшшин“ - Деканат „Коричин“ | - Деканат „Кринки“ - Деканат „Монки“ - Деканат „Сокулка“ |